# Windows Server 2012
Windows Server 2012 (кодовое имя «Windows Server 8») — серверная операционная система семейства Windows NT, выпущенная корпорацией Microsoft под торговой маркой Windows Server. Это серверная версия Windows, основанная на Windows 8, которая пришла на смену Windows Server 2008 R2, основанной на Windows 7, выпущенной почти тремя годами ранее. В ходе разработки были выпущены две предварительные версии: предварительная версия для разработчиков и бета-версия. Программное обеспечение было официально запущено 4 сентября 2012 года, за месяц до выпуска Windows 8. На смену ему пришла Windows Server 2012 R2. Основная поддержка закончилась 9 октября 2018 года, а расширенная поддержка — 10 октября 2023 года. Windows Server 2012 имеет право на платную программу расширенных обновлений безопасности (ESU), которая предлагает непрерывные обновления безопасности до 13 октября 2026 года.
Система исключила поддержку Itanium и процессоров без PAE, SSE2 и NX. Было выпущено четыре издания. В сравнении с Windows Server 2008 R2 были добавлены или улучшены различные функции, многие из которых акцентировались на облачных вычислениях, такие как обновленная версия Hyper-V, роль управления IP-адресами, новая версия диспетчера задач Windows и ReFS — новая файловая система. Windows Server 2012 получил в целом положительные отзывы, несмотря на то, что включал тот же спорный пользовательский интерфейс на основе Metro, который можно увидеть в Windows 8, включая панель Charms для быстрого доступа к настройкам в среде рабочего стола.
Это финальная версия Windows Server, поддерживающая процессоры без CMPXCHG16b, PrefetchW, LAHF и SAHF. По состоянию на апрель 2017 года 35% серверов работали под управлением Windows Server 2012, что превышает долю использования Windows Server 2008.

## История разработки Windows Server 2012
Windows Server 2012, кодовое название «Windows Server 8», является пятым выпуском семейства операционных систем Windows Server, разработанным одновременно с Windows 8. Microsoft представила Windows Server 2012 и его предварительную версию для разработчиков на конференции BUILD 2011 9 сентября 2011 года. Однако, в отличие от Windows 8, предварительная версия для разработчиков Windows Server 2012 была доступна только подписчикам MSDN. Она включала графический пользовательский интерфейс (GUI) на основе языка проектирования Metro и новый диспетчер серверов — графическое приложение, используемое для управления сервером.
16 февраля 2012 года Microsoft выпустила обновление для предварительной сборки для разработчиков, которое продлило срок ее действия с 8 апреля 2012 года до 15 января 2013 года. До завершения разработки Windows Server 2012 были опубликованы две тестовые сборки. Публичная бета-версия Windows Server 2012 была выпущена вместе с Windows 8 Consumer Preview 29 февраля 2012 года. 17 апреля 2012 года Microsoft объявила «Windows Server 2012» в качестве окончательного названия операционной системы. Кандидат на релиз Windows Server 2012 был выпущен 31 мая 2012 года вместе с Windows 8 Release Preview.
Продукт был выпущен в производство 1 августа 2012 года (вместе с Windows 8) и стал общедоступным 4 сентября того же года. Однако не все редакции Windows Server 2012 были выпущены в одно и то же время: Windows Server 2012 Essentials был выпущен в производство 9 октября 2012 года и стал общедоступным 1 ноября 2012 года. По состоянию на 23 сентября 2012 года все студенты, подписавшиеся на программу DreamSpark, могли бесплатно загрузить Windows Server 2012 Standard или Datacenter.
Windows Server 2012 основан на Windows 8 и является второй версией Windows Server, работающей только на 64-разрядных процессорах. В сочетании с фундаментальными изменениями в структуре клиентских резервных копий и общих папок, не существует четкого метода миграции с предыдущей версии на Windows Server 2012.

## Усовершенствования
Основные усовершенствования:
- Новый пользовательский интерфейс Modern UI.
- 2300 новых командлетов Windows PowerShell.
- Усовершенствованный Диспетчер задач.
- Теперь Server Core стал рекомендуемым вариантом установки, а переключение между режимами с классическим рабочим столом и режимом Server Core может быть выполнено без переустановки сервера.
- Новая роль IPAM (IP Address Management) для управления и аудита адресным пространством IP4 и IP6.
- Усовершенствования в службе Active Directory.
- Новая версия Hyper-V 3.0. Новая файловая система ReFS (Resilient File System).
- Новая версия IIS 8.0 (Internet Information Services).

### Storage Spaces
Одним из нововведений новой Windows Server 2012 является новая разработка корпорации — Storage Spaces, которая предлагает возможность системным администраторам, работающим с этой ОС, управлять большим числом систем хранения данных, подключенными через интерфейс SAS. Интересно, что благодаря Storage Spaces нет необходимости использовать дополнительное программное обеспечение.
На конференции Microsoft Build было показано объединение 16 жёстких дисков в единый пул. Интересная особенность такого объединения дисков как возможность разделения содержимого этого пула дисков на многочисленные виртуальные диски. Схожая возможность демонстрировалась несколькими годами ранее на презентации новой версии файловой системы ReFS (Resilient File System).

### Безопасность
В новой серверной ОС будет добавлена служба Dynamic Access Control. Работа данной службы направлена на улучшение централизованной защиты на уровне доменов файлов, а также на обеспечение безопасности папок поверх всех имеющихся разрешений файлов.

### Масштабируемость
Windows Server 2012 поддерживает следующее аппаратное обеспечение
| Spec                                         | Windows Server 2012 | Windows Server 2008 R2 |
| -------------------------------------------- | ------------------- | ---------------------- |
| Физических Процессоров                       | 64                  | 64                     |
| Логических Процессоров с выключенным Hyper-V | 640                 | 256                    |
| Логических Процессоров с включенным Hyper-V  | 320                 | 64                     |
| ОЗУ                                          | 4 ТБ                | 2 ТБ                   |
| Отказоустойчивых единиц кластера             | 64                  | 16                     |

## Сравнение версий
Windows Server 2012 имеет 4 редакции: Foundation, Essentials, Standard и Datacenter.
| Specifications                                                                              | Foundation                                 | Essentials                                                        | Standard                          | Datacenter                        |
| ------------------------------------------------------------------------------------------- | ------------------------------------------ | ----------------------------------------------------------------- | --------------------------------- | --------------------------------- |
| Доступность                                                                                 | Только OEM                                 | Retail, Volume Licensing, OEM                                     | Retail, Volume Licensing, OEM     | Volume Licensing и OEM            |
| Максимальный объём ОЗУ                                                                      | 32 ГБ                                      | 64 ГБ                                                             | 4 ТБ                              | 4 ТБ                              |
| Licensing model                                                                             | Per server                                 | Per server                                                        | Per every pair of processor chips | Per every pair of processor chips |
| Максимально число процессоров в системе                                                     | 1                                          | 2                                                                 | 64                                | 64                                |
| Максимальное число пользователей в системе                                                  | 15                                         | 25                                                                | Неограниченно                     | Неограниченно                     |
| File Services limits                                                                        | 1 standalone DFS root                      | 1 standalone DFS root                                             | Неограниченно                     | Неограниченно                     |
| Network Policy and Access Services limits                                                   | 50 RRAS connections and 10 IAS connections | 250 RRAS connections, 50 IAS connections, and 2 IAS Server Groups | Неограниченно                     | Неограниченно                     |
| Remote Desktop Services limits                                                              | 50 Remote Desktop Services connections     | Поддерживается только Remote Web Access через веб-браузер.        | Неограниченно                     | Неограниченно                     |
| Virtualization rights                                                                       | N/A                                        | 1 VMs or 1 FMs                                                    | 2 VMs                             | Неограниченно                     |
| Роль DHCP сервера                                                                           | Да                                         | Да                                                                | Да                                | Да                                |
| Роль DNS-сервера                                                                            | Да                                         | Да                                                                | Да                                | Да                                |
| Роль Факс сервера                                                                           | Да                                         | Да                                                                | Да                                | Да                                |
| UDDI Services                                                                               | Да                                         | Да                                                                | Да                                | Да                                |
| Print and Document Services                                                                 | Да                                         | Да                                                                | Да                                | Да                                |
| Web Services (Internet Information Services)                                                | Да                                         | Да                                                                | Да                                | Да                                |
| Windows Deployment Services                                                                 | Да                                         | Да                                                                | Да                                | Да                                |
| Windows Server Update Services                                                              | Да                                         | Да                                                                | Да                                | Да                                |
| Active Directory Lightweight Directory Services                                             | Да                                         | Да                                                                | Да                                | Да                                |
| Active Directory Rights Management Services                                                 | Да                                         | Да                                                                | Да                                | Да                                |
| Application server role                                                                     | Да                                         | Да                                                                | Да                                | Да                                |
| Server Manager                                                                              | Да                                         | Да                                                                | Да                                | Да                                |
| Windows PowerShell                                                                          | Да                                         | Да                                                                | Да                                | Да                                |
| Active Directory Domain Services                                                            | Must be root of forest and domain          | Must be root of forest and domain                                 | Да                                | Да                                |
| Active Directory Certificate Services                                                       | Certificate Authorities only               | Certificate Authorities only                                      | Да                                | Да                                |
| Active Directory Federation Services                                                        | Нет                                        | Нет                                                               | Да                                | Да                                |
| Отключение Modern UI (Metro) и использование классического рабочего стола, как в Windows 7* | Да                                         | Да                                                                | Да                                | Да                                |
| Server Core mode                                                                            | Нет                                        | Нет                                                               | Да                                | Да                                |
| Hyper-V                                                                                     | Нет                                        | Нет                                                               | Да                                | Да                                |
| Общий доступ к подключению к Интернету                                                      | Да                                         | Да                                                                | Да                                | Нет                               |

- *Для отключения metro необходимо в реестре HKEY_LOCAL_MACHINE\SOFTWARE\Microsoft\Windows NT\CurrentVersion\Server\ClientExperienceEnabled поставить значение параметра в 0 (в обновлённой редакции Windows Server 2012 R2 возможность использования классического рабочего стола отменена, данное примечание справедливо только для первой редакции).

## Восприятие
Обзоры от журналистов Windows Server 2012, в отличие от Windows 8, были в целом положительные. Саймон Биссон из ZDNet описал его как «готовый для центров обработки данных сегодня», в то время как Тим Андерсон из The Register сказал, что «Движение к большей модульности, более сильной автоматизации и улучшенной виртуализации имеет смысл в мире публичных и частных облаков», но заметил, что «при этом способность Windows выдавать скрытые и трудоемкие ошибки осталась неизменной» и заключил, что «Тем не менее, это сильное обновление в целом».
InfoWorld отметил, что использование в Server 2012 критикуемого пользовательского интерфейса «Metro» из Windows 8 было компенсировано растущим акцентом Microsoft на режиме Server Core, который был «дополнен новыми глубокими и простыми в использовании функциями», а также возросшим использованием «практически обязательного» PowerShell. Однако Майкл Отей из Windows IT Pro выразил недовольство новым интерфейсом Metro и отсутствием возможности использовать только старый интерфейс рабочего стола, заявив, что большинство пользователей Windows Server управляют своими серверами с помощью графического пользовательского интерфейса, а не PowerShell.
Пол Феррилл написал, что «Windows Server 2012 Essentials предоставляет все необходимое для централизованного хранения файлов, резервного копирования клиентов и удаленного доступа» , но Тим Андерсон утверждал, что «Многие предприятия, использующие SBS2011 и более ранние версии, захотят придерживаться того, что у них есть», ссылаясь на отсутствие Exchange, отсутствие возможности синхронизации со службами федерации Active Directory и ограничение в 25 пользователей, в то время как Пол Туротт написал: «Вам следует выбирать Foundation только в том случае, если у вас есть хотя бы несколько штатных ИТ-специалистов и/или вы готовы передать управление на аутсорсинг партнеру Microsoft или поставщику решений» и «Essentials, по моему мнению, идеально подходит для любого современного стартапа, состоящего всего из нескольких человек».

## Windows Server 2012 R2
Вторая версия, Windows Server 2012 R2, которая основана на кодовой базе Windows 8.1, была выпущена в производство 27 августа 2013 года  и стала общедоступной 18 октября 2013 года корпорацией Microsoft. Обновленная версия, официально обозначенная как Windows Server 2012 R2 Update, была выпущена в апреле 2014 года.

## Жизненный цикл поддержки
Первоначально Microsoft планировала завершить основную поддержку Windows Server 2012 и Windows Server 2012 R2 9 января 2018 года, а расширенную поддержку — 10 января 2023 года. Чтобы предоставить клиентам стандартные сроки жизненного цикла перехода, Microsoft продлила поддержку Windows Server 2012 и 2012 R2 в марте 2017 года на 9 месяцев. Windows Server 2012 достигла конца основной поддержки 9 октября 2018 года и перешла в фазу расширенной поддержки, которая закончилась 10 октября 2023 года.
В июле 2021 года компания Microsoft объявила, что будет распространять платные расширенные обновления безопасности для корпоративно лицензированных выпусков Windows Server 2012 и Windows Server 2012 R2 в течение 3 лет после окончания расширенной поддержки. Для Windows Server 2012 и Windows Server 2012 R2 эти обновления будут действовать до 13 октября 2026 года. Это ознаменует окончательное завершение всех обновлений безопасности для линейки продуктов Windows NT 6.2 после 14 лет, 2 месяцев и 12 дней, а также ознаменует окончательное завершение всех обновлений безопасности для линейки продуктов Windows NT 6.3 после 13 лет, 1 месяца и 16 дней.